# Orlando Bifulco Sobrinho
Orlando Bifulco Sobrinho (Santos, 30 de maio de 1937 – Santos, 3 de setembro de 2024) foi um pintor artístico e político brasileiro.

## Biografia
Neto de imigrantes italianos e sírios, Orlando Bifulco nasceu em 30 de maio de 1937, na cidade brasileira de Santos.
Durante a Ditadura Militar Brasileira (1964 a 1985), Orlando Bifulco e Miguel Simões Dias foram os grandes líderes do partido de apoio ao regime, a ARENA, na política itanhaense. Foi o candidato da situação do então "Prefeito Miguelzinho" nas eleições de 1972, sendo eleito Prefeito de Itanhaém, tendo Alderige Ferreira do Nascimento como seu Vice-prefeito. Cumpriu seu primeiro mandato de 1973 a janeiro de 1977. 
Durante seu governo, foi construída a Ponte Sertório Domiciano da Silva, sobre o Rio Itanhaém, em substituição à antiga ponte que ligava o Centro à Praia do Sonho. Essa primeira ponte rodoviária pro tráfego interno tinha uma única pista, o que provocava trânsito e espera em ambos os lados para a travessia.
Em 1974, a Prefeitura inaugurou o Velório Público Municipal. Em 1976, a Biblioteca Municipal Poeta Paulo Bomfim foi transferida para o prédio da Prefeitura na Rua Cunha Moreira, endereço que se tornou definitivo da biblioteca. No seu último mês de mandato, sancionou o Plano diretor do Município. Conseguiu eleger seu candidato à sucessão, o próprio Miguel Dias.
Findo o seu mandato como prefeito, no ano de 1978, Orlando Bifulco começou a produzir pinturas a óleo, sob a orientação inicial de Jurema Duarte e Nivaldo Dammy Inforzato e, mais tarde, do marinhista Antônio Carpentieri. Ele abriu, em Itanhaém, em 1984, um Ateliê e um salão para exposição e comercialização de suas obras. Como artista, já participou de diversas exposições na Baixada Santista como, por exemplo, o Salão Nacional Benedito Calixto, o Salão de Artes Plásticas do Litoral Paulista e a Primeira Semana da Cultura Vicentina.
Concorreu novamente à Prefeitura em 1992, terminando a eleição em segundo lugar, a menos de 1 500 votos do eleito Edson Baptista de Andrade. Foi eleito prefeito pela segunda vez em 2000, pelo PFL, atual DEM. Cumpriu mandato entre 2001 e 2004. Por fim, em seu governo, a Prefeitura conseguiu junto ao Governo Estadual a verba para a reforma do Centro Histórico e a re-urbanização da orla da Praia do Sonho e Avenida Presidente Kennedy. A prefeitura conseguiu junto à União verba para ampliação do Hospital de Itanhaém.
Orlando Bifulco já foi comerciante e se aposentou como funcionário público. Já recebeu o Prêmio Anchieta, concedido pelo jornal Folha da Baixada, além de ter recebido da Câmara de Vereadores de Itanhaém a Medalha Calixto e o título de Cidadão Itanhaense.